# John Lucas (generale)
John Porter Lucas (Kearneysville, 14 gennaio 1890 – North Chicago, 24 dicembre 1949) è stato un generale statunitense.
Fu il comandante del VI Corpo d'Armata statunitense tra il settembre 1943 e febbraio 1944, periodo nel quale fu impegnato durante lo sbarco di Anzio il 22 gennaio 1944, nella campagna d'Italia della seconda guerra mondiale.

## Carriera militare
Lucas si è laureato nel 1911 presso l'Accademia militare di West Point come ufficiale di cavalleria.

### Primi anni
Nei primi anni prestò servizio nelle Filippine e rientrò negli Stati Uniti nel 1914. Nel 1917 fu aiutante di campo del comandante della 33ª Divisione di fanteria in Texas.

### Prima guerra mondiale
Agli inizi del 1918 salpò per la Francia al comando del 108º Battaglione. Dopo pochi mesi rimase gravemente ferito in azione e fu rimpatriato.

### Periodo interbellico
Nel 1920, promosso maggiore, entrò nella Field Artillery School di Fort Sill, dove si laureò e divenne istruttore. Dal 1924 al 1929 fu insegnante di tattica militare al Colorado Agricultural College del Colorado. Dopo altri titoli di studio e comandi di varie unità di artiglieria, nel luglio del 1941 fu messo a capo della 3ª Divisione di fanteria.

### Seconda guerra mondiale
Nella primavera del 1943 fu inviato all'estero come vice del generale Dwight Eisenhower e, a settembre, gli fu affidato il comando del VI Corpo d'Armata, con il quale, il 22 gennaio 1944, sbarcò sulle spiagge di Anzio. Dopo il successo iniziale degli sbarchi e avendo incontrato poca resistenza tedesca nella zona, Lucas ebbe l'opportunità di avanzare dalla spiaggia e tagliare le linee di rifornimento dell'esercito tedesco, aprendo così la strada per Roma. Non riuscì a cogliere l'opportunità, decidendo invece di aspettare fino a quando tutte le sue truppe di terra fossero sbarcate e la testa di sbarco fosse stata completamente sicura. Solo otto giorni dopo lo sbarco, il 30 gennaio 1944, Lucas ordinò alle truppe britanniche e americane di avanzare su Cisterna di Latina e Campoleone. Ma ormai era troppo tardi: il generale tedesco Albert Kesselring, su ordine di Hitler, aveva fatto convergere le truppe verso la testa di ponte e otto divisioni circondavano ormai l'area dello sbarco.
Accusato di aver perso tempo nel consolidare la testa di sbarco, il 22 febbraio fu sollevato dal comando e sostituito dal generale Lucian Truscott.

### Dopoguerra
Tornato negli Stati Uniti, divenne prima vice e poi comandante della 4ª Armata di stanza in Texas. Nel 1948 fu nominato vicecomandante della 5ª Armata riattivata a Chicago e successivamente prese parte al conflitto coreano, ma spirò improvvisamente all'ospedale della base navale di Great Lake, vicino a North Chicago il 24 dicembre 1949.